# Azərbaycan Quru Qoşunları

Stemma delle Forze Terrestri azere

Le Forze terrestri azere (in azero: Quru Qoşunları, note anche come Azərbaycan ordusu cioè esercito azero) sono la componente terrestre delle forze armate dell'Azerbaigian.
Sin dalla caduta dell'Unione Sovietica, l'Azerbaigian ha cercato di sviluppare ulteriormente le proprie forze armate in forze armate professioniste, ben addestrate e mobili. Sulla base delle statistiche del 2013, il paese ha circa 56.850 soldati delle forze terrestri, con l'aggiunta di 15.000 paramilitari. Inoltre, ci sono 300.000 ex soldati che hanno effettuato il servizio militare negli ultimi quindici anni.
Secondo quanto riferito, in tempo di guerra, l'esercito vero e proprio potrebbe invocare il sostegno della Guardia Nazionale, delle Truppe interne dell'Azerbaigian e del servizio di frontiera statale. L'esatta struttura di comando in tempo di guerra rimane poco chiara.

## Storia
Durante il periodo sovietico, l'Azerbaigian faceva parte del Distretto Militare della Transcaucasia, le cui forze nella repubblica erano comandate dalla 4ª Armata. La 4ª Armata consisteva in tre divisioni motorizzate (la 23ª Divisione motorizzata (MRD) a Gäncä, la 60ª Divisione motorizzata a Lənkəran, e la 295ª Divisione motorizzata a Baku) e in truppe dell'esercito che comprendevano brigate di missili e di difesa aerea e reggimenti d'artiglieria e lanciarazzi. L'Azerbaigian ospitava il 49° Arsenale dell'Agenzia principale di missili e artiglieria del ministero della Difesa della Federazione russa, che conteneva oltre 7.000 carichi di munizioni per vagoni ferroviari per oltre un miliardo di unità. Inoltre, la 75ª Divisione motorizzata, parte della 7ª Armata della Guardia, si trovava nella Repubblica Autonoma di Naxçıvan.
Nell'estate del 1992, il Ministero della Difesa dell'Azerbaijan, a seguito di una risoluzione da parte del presidente azero sulla privatizzazione delle unità e delle formazioni in territorio azero, trasmise un ultimatum chiedendo il controllo sui veicoli e sugli armamenti del 135º e del 139º Reggimento motorizzato della 295ª Divisione motorizzata. Il trasferimento della proprietà della 4ª Armata (tranne che per oltre la metà della dotazione del 366º Reggimento motorizzato della Guardia della 23ª Divisione, catturato dalle formazioni armate armene nel 1992 durante il ritiro del reggimento da Step'anakert) e del 49° Arsenale venne completato nel 1992. Così, entro la fine del 1992, il governo azero ricevette armi e materiale militare sufficiente per circa tre divisioni motorizzate con unità dell'esercito prescritte. I magazzini e gli equipaggiamenti della 75ª divisione vennero consegnati al governo di Naxçıvan. L'ex QG della divisione può aver contribuito alla formazione del quartier generale del corpo d'armata.
L'Azerbaigian ha inoltre implementato un nuovo stile organizzativo al fine di modernizzare il suo esercito. Negli ultimi 15  anni, l'Azerbaigian sta preparando il suo esercito per una possibile azione contro le forze armene nel Nagorno-Karabakh. I combattimenti intermittenti sono continuati, di recente sono scoppiati nella seconda guerra del Nagorno Karabakh.
L'Azerbaigian ha stipulato un contratto con la Turchia per l'addestramento delle truppe per rafforzare le sue forze armate. Ciò è necessario in vista delle carenze che Jane's World Armies dichiarò che nel 2004 comprendevano enormi problemi di addestramento, di equipaggiamento e di motivazione dei suoi soldati; della corruzione nei suoi ranghi; e di un corpo di ufficiali altamente politicizzato. La tradizione dell'esercito sovietico della dedovščina, il nonnismo istituzionalizzato, sembra continuare nelle forze armate a partire dal 2008. Anche la qualità e la disponibilità di gran parte del materiale dell'esercito, dichiarò Jane's, è un problema, dato che un decennio di scarsa manutenzione e la carenza cronica di pezzi di ricambio significa che molti sistemi non sono operativi o cannibalizzati per i pezzi. L'Azerbaigian ha la seconda spesa militare più alta nella CIS. Le spese per la difesa di Azerbaigian sono seconde solo a quelle della Russia all'interno della Comunità degli Stati Indipendenti.

## Struttura

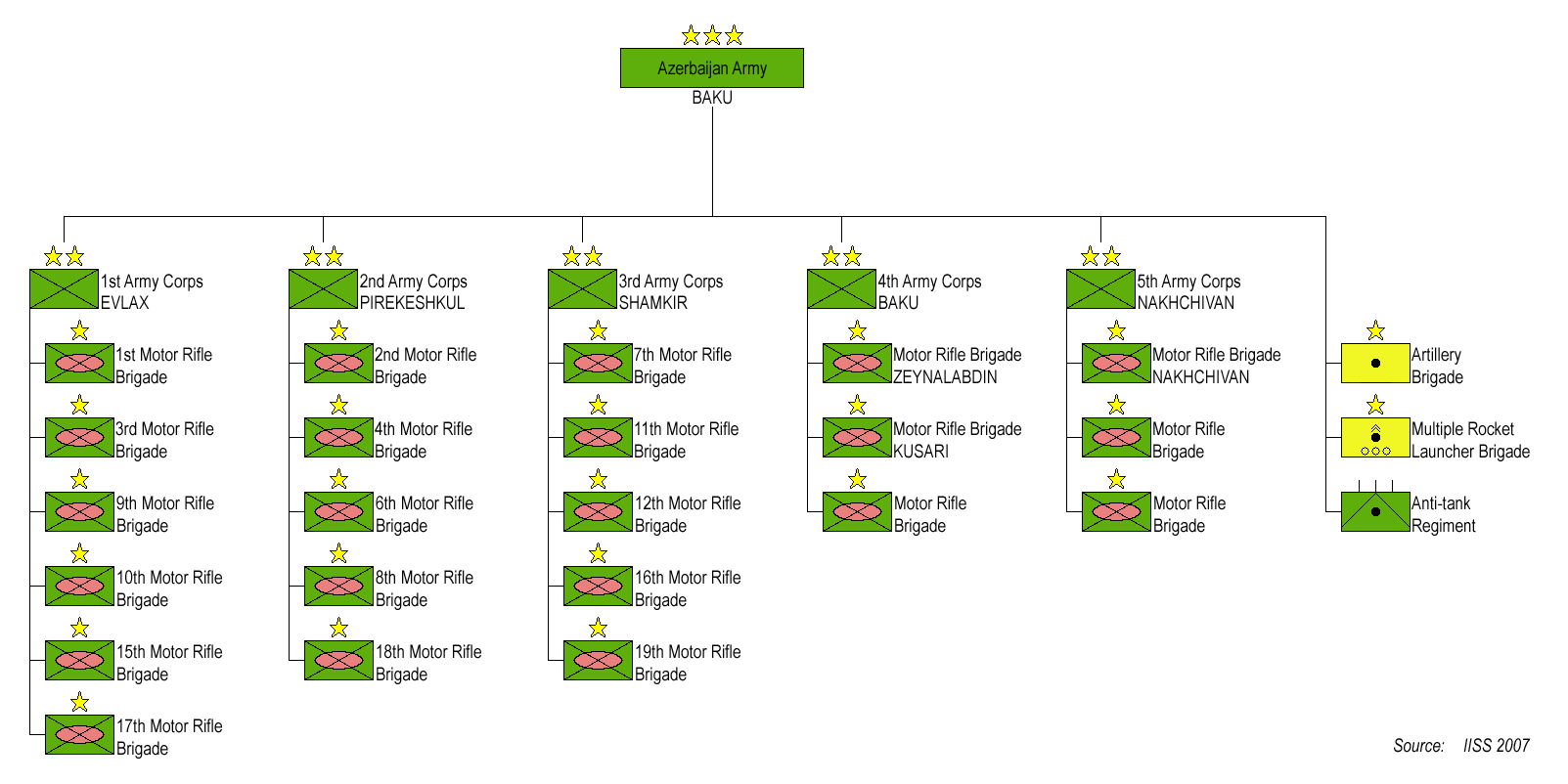
Struttura delle forze armate azere nel 2007

Di fronte alle forze armene, l'esercito azero venne costretto a ritirarsi dal Nagorno-Karabakh e venne significativamente riorganizzato a metà degli anni '90 prevalentemente intorno alle brigate, anche se venne riportata almeno una divisione alla fine del 2000. Le formazioni di manovra sono rimaste costantemente su una forza di una ventina di brigate e reggimenti dal 1995, anche se recentemente è aumentato lentamente. Negli anni '90, queste brigate potrebbero aver incluso la 701ª Divisione motorizzata (мсбр) (1º Corpo d'Armata), la 708ª Brigata motorizzata (1º Corpo d'Armata), la 130ª Brigata motorizzata (1º Corpo d'Armata), la 161ª Brigata motorizzata (2º Corpo d'armata) , la 709ª Brigata motorizzata (precedentemente 23ª Divisione motorizzata) e la 112ª Brigata motorizzata.
Le forze terrestri sono composte attualmente da cinque corpi d'armata:
- I Corpo d'Armata anche conosciuto come Corpo d'armata di Bərdə (schierato vicino Gəncə), attualmente comandato dal maggior generale Hikmət Həsənov
  - 1ª Brigata motorizzata
  - 3ª Brigata motorizzata
  - 9ª Brigata motorizzata
  - 10ª Brigata motorizzata
  - 15ª Brigata motorizzata
  - 17ª Brigata motorizzata
- II Corpo d'armata anche conosciuto come Corpo d'armata di Beyləqan (concentrato contro i territori occupati armeni e in parte schierato sul confine azero-iraniano), attualmente guidato dal maggior generale Mais Barkhudarov[10]
  - 2ª Brigata motorizzata
  - 4ª Brigata motorizzata
  - 6ª Brigata motorizzata
  - 8ª Brigata motorizzata
  - 13ª Brigata motorizzata
  - 14ª Brigata motorizzata
  - 18ª Brigata motorizzata
- III Corpo d'armata anche conosciuto come Corpo d'Armata di Şəmkir (concentrato contro i territori occupati armeni), attualmente guidato dal tenente generale Rovshan Akbarov[11][12][13]
  - 7ª Brigata motorizzata
  - 11ª Brigata motorizzata
  - 12ª Brigata motorizzata
  - 16ª Brigata motorizzata
  - 19ª Brigata motorizzata
  - 20ª Brigata motorizzata
- IV Corpo d'armata anche conosciuto come Corpo d'armata di Baku (copre la penisola di Abşeron e la costa)
  - Brigata motorizzata
  - Brigata motorizzata
  - Brigata motorizzata
- Armata delle Armi combinate di Naxçıvan (schierata a Naxçıvan), attualmente guidata dal colonnello generale Karam Mustafayev[14]
- VI Corpo d'armata

L'IISS stimò nel 2007 che l'esercito regolare azero era forte di 56.840 soldati, basando probabilmente questa cifra sui dati del trattato sulle forze armate convenzionali in Europa. Esso attribuisce all'esercito cinque quartier generali di corpo d'armata, 23 brigate motorizzate, una brigata d'artiglieria, una brigata lanciarazzi multipli e un reggimento anticarro. Dei cinque corpi d'armata, il I, il II, e il III Corpo d'armata sono concentrati contro il NK; parte del II Corpo d'armata è distribuito sul confine Azerbaigian-Iran; il IV Corpo d'armata copre la capitale e la costa e il V Corpo d'armata è distribuito a Naxçıvan. Dopo la guerra del 2020, e in particolare durante la Parata della vittoria di Baku, gli esperti hanno notato che è stato creato un VI Corpo d'armata, in parte a causa della parziale mobilitazione avvenuta nel paese durante quel periodo di 44 giorni.
Inoltre, l'esercito mantiene le seguenti unità:
- Forze speciali azere
- Battaglione di mantenimento della pace
- Team di sicurezza
- Brigata d'artiglieria
- Brigata lanciarazzi multipli
- Reggimento anticarro
- Brigata comunicazioni
- Brigata del Genio
- Brigata logistica

## Gradi

### Ufficiali
- Colonnello Generale
- Tenente Generale
- Maggiore Generale
- Colonnello
- Tenente Colonnello
- Maggiore
- Capitano
- Tenente Anziano (Tenente)
- Tenente (Sottotenente)
- Tenente Giovane (Terzo Tenente)

### Marescialli
- Maresciallo Capo
- Maresciallo

### Sottufficiali e arruolati
- Master Sergeant
- Staff Sergeant
- Sergente
- Caporale
- Soldato scelto
- Soldato

- Ranks and Insignia - www.uniforminsignia.org, su uniforminsignia.org. URL consultato il 19 giugno 2015 (archiviato dall'url originale il 4 febbraio 2021).

## Marcia di servizio
La marcia di servizio delle forze terrestri è "Avanti" (Marş "İrəli") conosciuta anche come "Inno del soldato" (Əsgər Marşı). Il testo è basato su quello della Marcia del Reggimento, che è la marcia ufficiale del Comando delle Forze Speciali della Turchia. Il testo della marcia è il seguente:
| Testo in italiano La patria mi ha cresciuto Inviato in questi anni Ha chiamato la terra una vittima Si è rivolta a Dio "Non restare inattivo, lavora", egli disse Servi la Patria Il mio latte non è halal per te Ti inchini al nemico Marcia avanti! Soldato azero! Irrevocabile, irreversibile Soldato azero! Il nostro cuscino è la Patria Lascia che la nostra coperta sia neve. Se ci allontaniamo da questo cammino Vergogna su di noi! Com'è meraviglioso per noi morire Per l'amata Patria Il cuore ardente ama il paese Sempre in mezzo Marcia avanti! Soldato azero! Irrevocabile, irreversibile Soldato azero! |

La marcia è stata scritta da Cavanşir Quliyev. Viene eseguita in tutte le parate militari in Azerbaigian.